# マリスカ

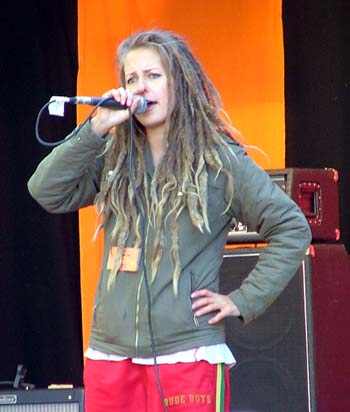
マリスカ（2004年）

マリスカ（フィンランド語: Mariska, 本名：Anna Maria Rahikainen, 1979年2月19日 - ）は、フィンランド・ヘルシンキ生まれの女性ラッパー。